# Drosophila parasaltans
Drosophila parasaltans är en tvåvingeart som beskrevs av Magalhaes 1956. Drosophila parasaltans ingår i släktet Drosophila och familjen daggflugor.
Artens utbredningsområde är Brasilien och Colombia.